# Giovanni Visone
Conte Giovanni Visone (Costigliole d'Asti, 5 ottobre 1814 – Moncalieri, 14 agosto 1893) è stato un politico e nobile italiano.

## Biografia
Nato da Pietro e da Cristina Bertolino, di famiglia non agiata originaria del paese di Visone.
Nel 1837 consegue la laurea in giurisprudenza all'Università di Torino e quasi immediatamente vince la cattedra di diritto civile presso la Scuola universitaria di Asti.
Dopo poco tempo passa nei ranghi della magistratura civile, come funzionario amministrativo in diverse Intendenze generali (Asti, Nizza, Casale, Piacenza), per poi divenire commissario straordinario di Genova nel 1857 e prefetto di Piacenza tra il 1859 e il 1863. Assume quindi la carica di Intendente generale dei palazzi e delle ville della Real Casa a Napoli (1863), e poi di Segretario generale della Real Casa e Sovrintendente generale del patrimonio privato del Re (1867), tutte cariche interne agli uffici della Real Casa.
Viene eletto nelle file della Destra per la prima volta alla Camera dei Deputati nel 1865, nel collegio di Nizza Monferrato, poi nuovamente nel 1867 e nel 1870. A novembre 1872 è nominato Senatore, su istanza di Tommaso Spinola, in quanto Deputato con oltre sei anni di esercizio.
Svolge le funzioni di reggente del Ministero della Real Casa tra il 1871 e il 1874, per poi esserne nominato Ministro effettivo in quell'anno, carica che manterrà per ben diciotto anni ininterrottamente.
Nel 1870 sposta Donna Amalia Rasini dei conti di Mortigliengo, da cui avrà due figli, Maria Cristina e Vincenzo. Nel 1877 il re Vittorio Emanuele II gli concede il titolo di Conte.
Muore a 78 anni nel 1893, nella sua villa di Testona di Moncalieri, dopo essersi da poco ritirato dalla vita politica.